# Unterschwarzach (Schwarzach)

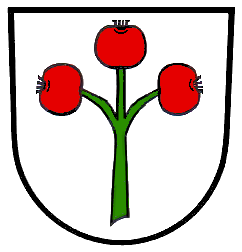
Wappen von Unterschwarzach

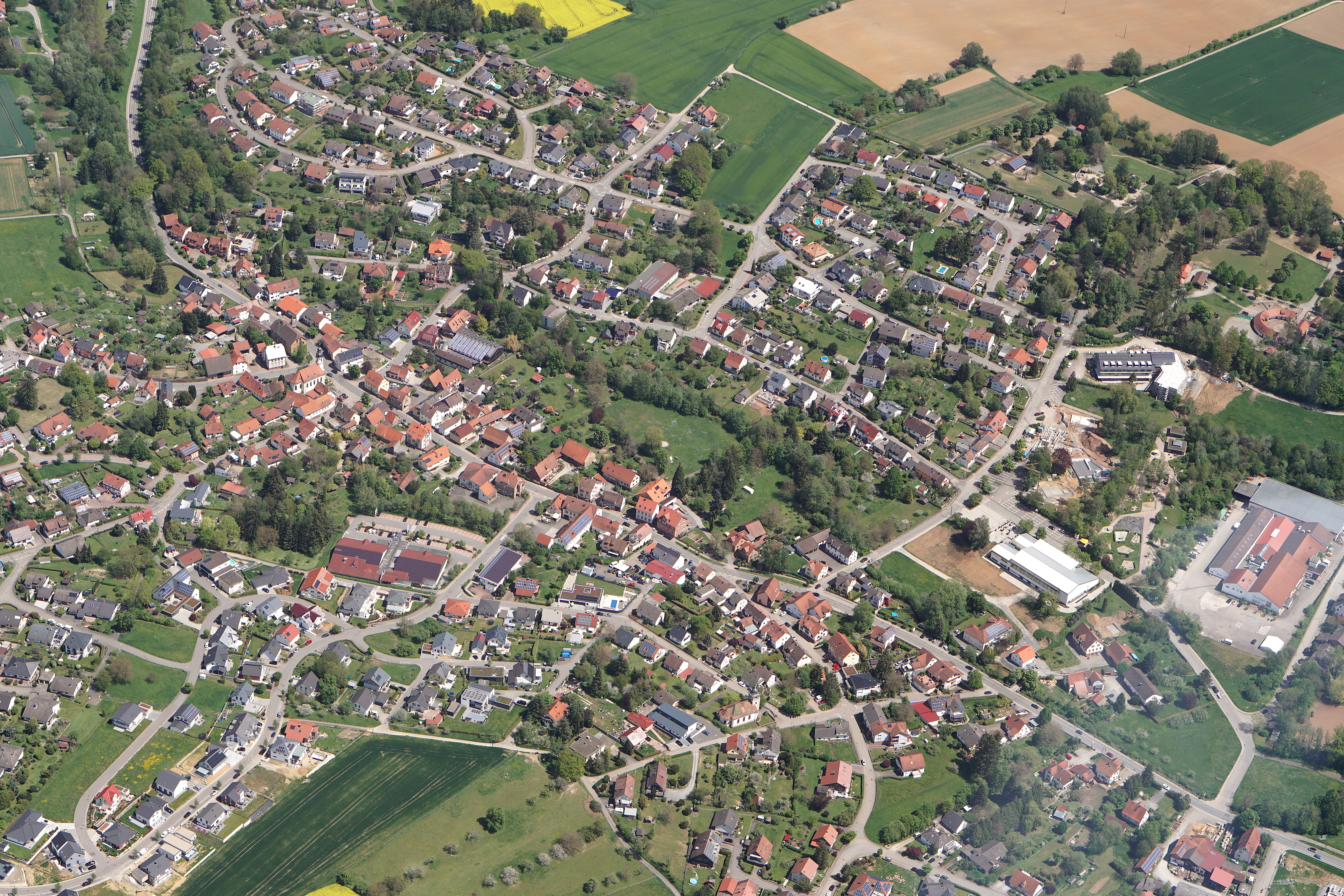
Unterschwarzach im Luftbild (2021)

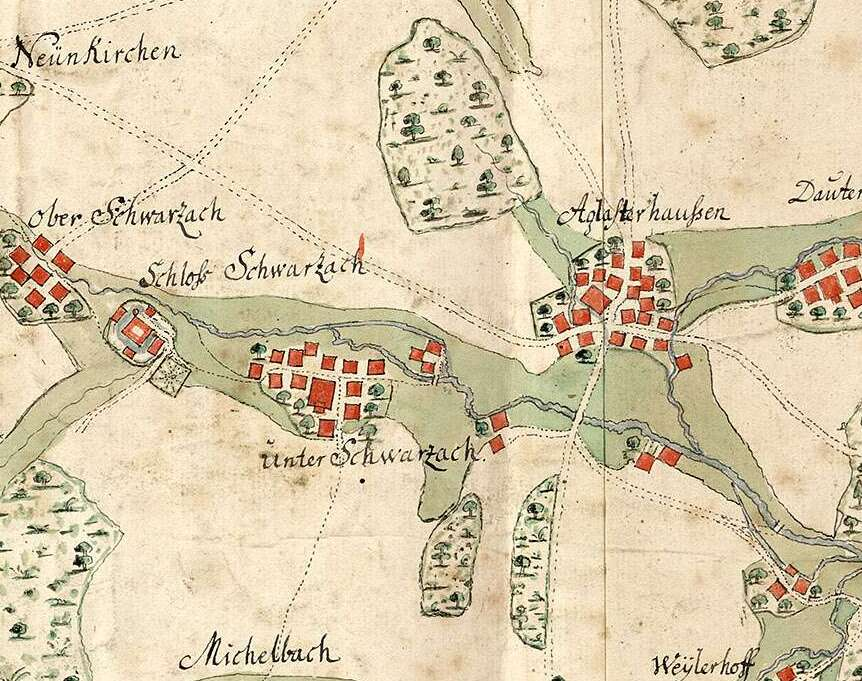
Unterschwarzach auf einer Karte von 1748

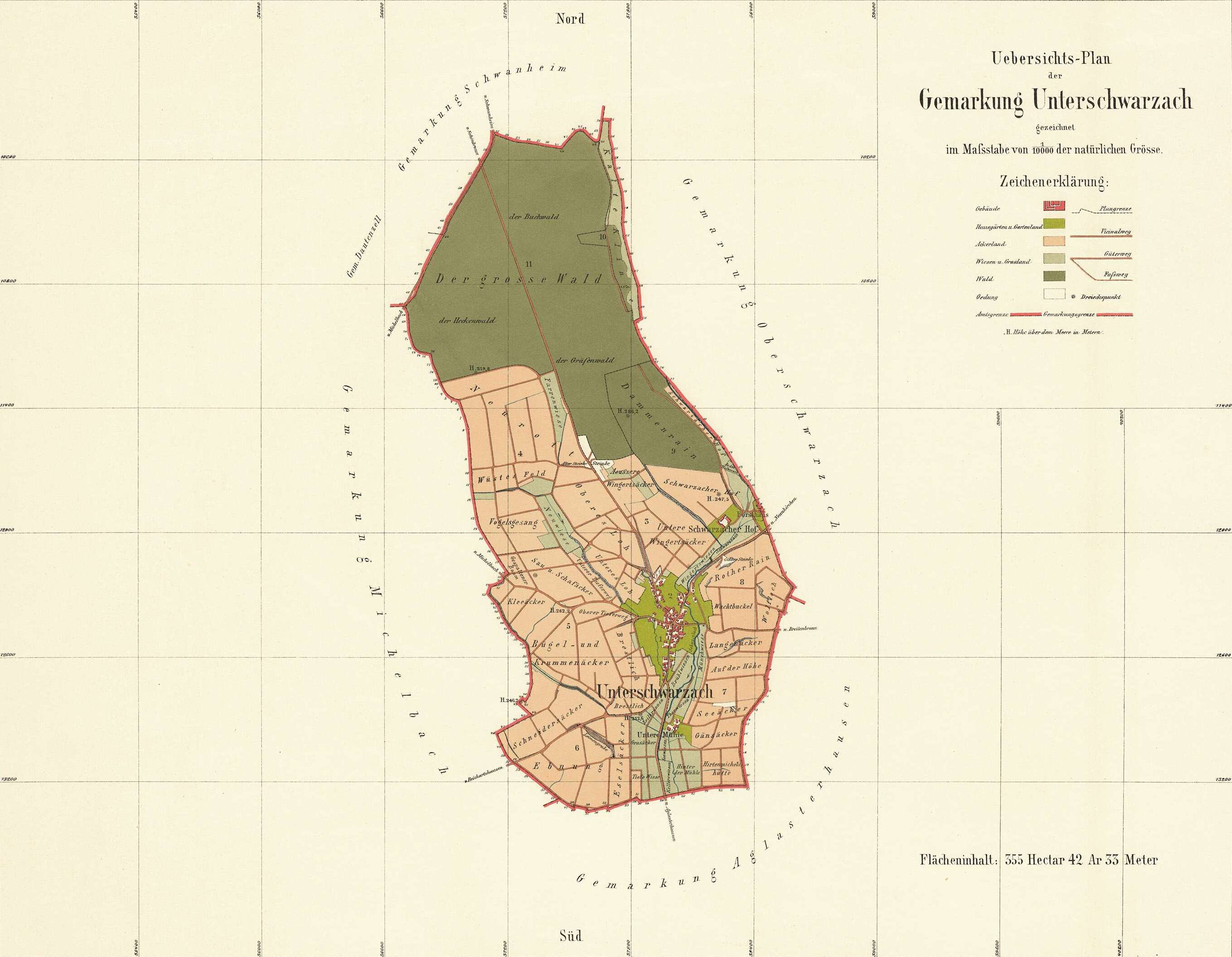
Gemarkung Unterschwarzach, Stand 1886

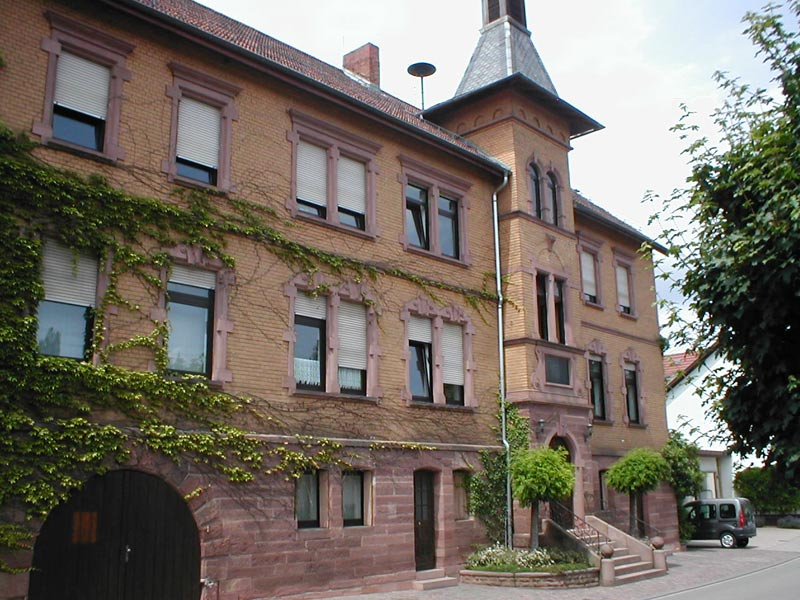
Rathaus von Unterschwarzach

Unterschwarzach ist eine Ortschaft im Nordwesten von Baden-Württemberg. Es bildet heute einen Teil der Gemeinde Schwarzach im Neckar-Odenwald-Kreis.

## Geographie
Unterschwarzach liegt im Übergangsbereich des Kleinen Odenwaldes im Norden zum Kraichgau im Süden im Tal des Schwarzbaches, der nach Süden fließt, um in die Elsenz zu münden. Die Gegend ist hügelig und teilweise bewaldet. Zum Ort zählt auch der Wohnplatz Schwarzacher Hof.
Benachbarte Gemeinden (auch ehemalige) sind, beginnend im Nordosten und dann im Uhrzeigersinne, Oberschwarzach, Aglasterhausen, Michelbach, Daudenzell und Schwanheim.

## Geschichte
Unterschwarzach bildet einen Ausbauort des frühen Mittelalters. Wie im Lorscher Codex belegt, wurde es 1143 urkundlich erstmals erwähnt. Der Name steht für einen schwarz gefärbten Bach.
Ursprünglich war es im Besitz des Hochstifts Worms, dann des Ritterstifts Odenheim und des Stifts Wimpfen. 1419 wurde es an Ludwig III. aus der Kurpfalz verkauft. Die Ortsherrschaft wurde in der Folgezeit an Adlige aus den Häusern Habern, Landschad, Handschuhsheim und Helmstatt verpfändet.

## Verwaltungszugehörigkeit
Als Kurpfälzer Ort hatte Unterschwarzach zur Stüber Zent gezählt und war dem Oberamt Heidelberg unterstanden. Mit deren Auflösung 1806 fiel es an Baden. Dort kam es zunächst zum Amt Neckarschwarzach, das aber bereits 1813 aufgelöst wurde. Zwischen 1813 und 1857 gehörte der Ort zum Bezirksamt Neckargemünd, dann bis 1924 zum Bezirksamt Eberbach und anschließend zum Bezirksamt Mosbach. Aus diesem ging 1939 der gleichnamige Landkreis hervor.

## Gemeinde
Historisch hatten Ober- und Unterschwarzach eine gemeinsame Gemeinde gebildet. Nachdem sie 1823 geteilt worden waren, wurden sie 1972 wiedervereinigt.

## Verkehr
Durch Unterschwarzach verläuft die  Landesstraße 590, die Eberbach im Norden mit Hüffenhardt im Süden verbindet. Auf sie stößt im Ort die Landesstraße 633, die in Neckargerach im Osten beginnt und hier endet.

## Religiöses
In Unterschwarzach steht die katholische Kirche unter Denkmalschutz.